# MIZUHO
MIZUHO（ミズホ、1986年12月12日 - ）は、日本の元歌手、ドラマー。本名は斉藤 瑞穂（さいとう みずほ）。ZONEの元メンバー。北海道札幌市出身。かつての所属芸能事務所はランタイムミュージックエンタテインメント。かつての所属レコード会社はソニー・ミュージックエンタテインメントで、レーベルはSony Records。血液型はA型。2024年4月より44プロダクション所属。

## 概要
芸能養成スクールのスタジオ・ランタイムに入所し、1998年に当時ダンス&ボーカルグループであったZONEに加入する。
2001年、シングル「GOOD DAYS」でメジャーデビュー。当初はバンドルとしてドラムスは当て振りだったが、シングル「secret base〜君がくれたもの〜」以降は次第に習熟し生演奏するようになる。
2003年、ZONEの初代リーダー・TAKAYOの脱退を受けて2004年から2代目リーダーを務めたが、同年12月に「春に高校卒業を控え今までの10代での経験を振り返りつつ見つめ直し、これからの自分の未来を考える時間を保ちたい」という理由により脱退を表明。バンドは当初、残ったメンバーで活動を継続する予定だったが、シングル「笑顔日和」のジャケット撮影時に「MIZUHOのいない3人のZONEはZONEではない」と結論に至り、2005年4月1日の日本武道館公演を以って解散。
バンド解散に伴いMIZUHOは芸能界を引退し、2011年の再結成にも参加していなかった。
芸能界引退後、ホテルの専門学校に通い接客の基本を学ぶ。卒業後、ホテルで勤務する傍ら、酒に関する勉強も始め、ワインソムリエの資格認定にも合格している。
2009年に結婚、男児を出産した。しかし、3年後に離婚。子どもはMIZUHOが引き取った。
2023年5月、札幌でワインバーをオープン。2024年4月より再び芸能活動も始めた。

## 使用機材
ドラムセット
- Pearl Master Series MMX

ドラムスティック
- Pearl Standard Hickory 190STH